# コボコ県

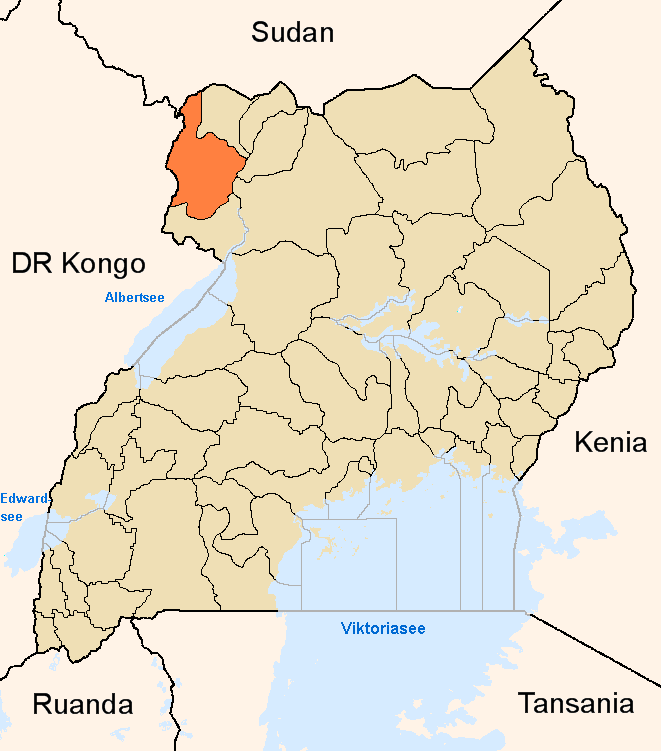
2001年から2005年のアルア県、北西部がコボコ県

コボコ県 (コボコけん、Koboko District) はウガンダ北西部、西ナイル地方北西部の県。アルア県から2005年7月1日に北西部のコボコ郡が分割され設置された。県庁所在地はコボコ。コボコを含め5つの副郡に43の教区が置かれている。主な住民はナイル系のカクワ族 (Kakwa) である。2002年の国勢調査人口は 131,604 人。知事に相当する第五地域議会 (LC5) 議長はダダ・ウィリアム。

## 隣接する県
東にユンベ県、南にマラチャ県、西にコンゴ民主共和国イトゥリ州 (Ituri_Province) 、北に南スーダン中央エクアトリア州と接する。

## 交通
アルアからマラチャ、コボコ、スーダンのイェイには幹線道が走る。